# Kateřina Stradová
Kateřina Stradová, vlastním jménem Anna Marie Stradová, milenka císaře Rudolfa II., byla dcerou císařova antikváře Ottavia Strady. Její dědeček Jacopo Strada pocházel z Itálie, ale jeho syn Ottavio se již narodil v Norimberku. Později se Ottavio Strada přestěhoval do Prahy, kde zakoupil několik domů, ale i jeden nevěstinec.
Anna Marie se císařovou milenkou stala již před patnáctým rokem věku. Jako osmnáctiletá císaři porodila první dítě – dona Julia Caesara, markýze d’Austria (1585 ? – 1609). Z řady jejich dalších dětí se však dospělého věku dožili jen tři synové a tři dcery, o které se císař sice dobře postaral, ale nikdy je neuznal za legitimní potomky. Z nich nejstarší byl již zmíněný Julio Caesar, do něhož císař vkládal naděje, ale pro své brutální chování a vraždu zemřel ve vězení na krumlovském zámku.

## Potomci
- Julius Caesar d’Austria* – prvorozené nemanželské dítě Rudolfa II
- Matyáš d’Austria – vychován u jezuitů ve Štýrském Hradci, zemřel roku 1619
- Carlos d’Austria – jako důstojník se zúčastnil války s Turky a třicetileté války, zemřel po roce 1650
- Alžběta d’Austria* – nejstarší dcera, vyrůstala v klášteře ve Vídni[4]
- Karolina d’Austria* – stala se manželkou hraběte z Contecroy. Rudolf jim nechal vypravit honosnou svatbu, které se však neúčastnil
- Anna Dorotea d’Austria* – nejmladší dítě Rudolfa II

*u některých z těchto dětí je Kateřinino mateřství otázkou sporů

## Odraz v kultuře
Ve filmu Císařův pekař a Pekařův císař ji hrála Marie Vášová.